# Chroma key

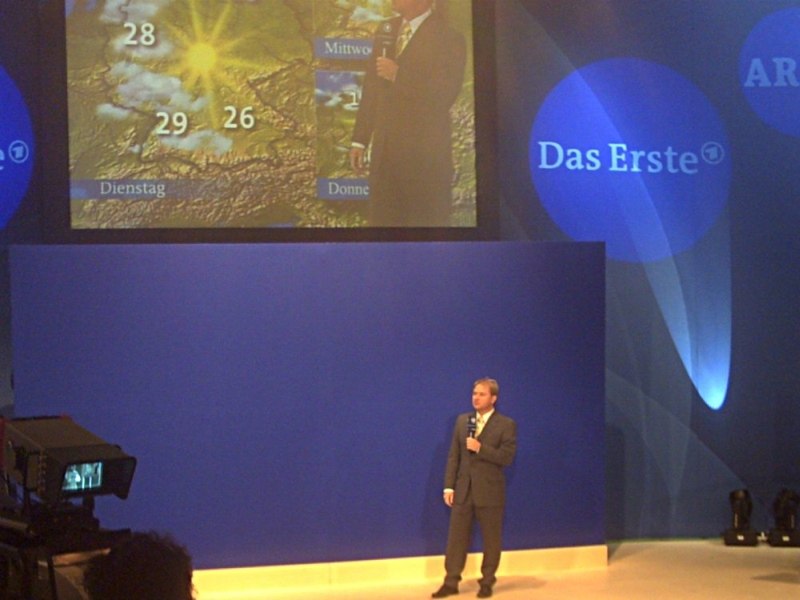
Esempio di "blue screen" in una previsione meteorologica

Un intarsio a chiave di colore, per brevità chiave cromatica (dall'inglese: chroma key), è una delle tecniche usate per realizzare effetti di sovrapposizione di due diverse immagini o due diversi video.
A seconda del colore, è anche detto green screen o blue screen (in italiano, rispettivamente, sfondo verde o sfondo blu). Con questa tecnica si può rimuovere il colore di sfondo della prima immagine e sostituirlo con qualsiasi altra immagine, come nel caso delle trasmissioni televisive delle previsioni del tempo.
Gli effetti speciali basati su questo principio sono l'effetto di keying, come la chiave di luminanza e l'effetto matte.

## Descrizione e caratteristiche
Il chroma key unisce due registrazioni video, una delle quali contiene un particolare colore (ad esempio, il verde), detto appunto chroma key: il primo video viene usato come sfondo, può essere preparato in precedenza ed essere artificiale, mentre il secondo video riprende una persona che si muove davanti ad uno sfondo di colore uniforme (il colore chiave). Il mixer unisce i due filmati e produce in uscita un video della persona che si muove davanti allo sfondo artificiale.
Perché l'effetto riesca, è necessario che nel filmato con la persona non vengano resi visibili elementi con colore uguale a quello chiave, in quanto nel video mixato essi verrebbero "bucati" dal chroma key, cioè risulterebbero trasparenti ed uguali allo sfondo retrostante, dando agli spettatori una sensazione di irrealtà. È anche necessario che i contorni fra lo sfondo e il soggetto in primo piano siano netti (senza sfumature o ombre), altrimenti si ottiene una sorta di "effetto neve" tra i bordi delle due immagini sovrapposte.
Negli anni '90 il comico italiano Teo Teocoli utilizzava questo effetto in maniera volutamente errata nelle sue gag in cui interpretava l'esperto di calcio napoletano Felice Caccamo, venendo ripreso in chiave cromatica con un panorama di Napoli come sfondo ed indossando una cravatta del colore chiave, che veniva "bucata" dalla telecamera.

### Uso
Il chroma key si usa per ambientare soggetti e oggetti su sfondi virtuali, aggiunti successivamente, che possono essere di due tipi:
1. sfondi di materiale girato in precedenza;
2. materiale elaborato completamente in digitale, con l'ausilio della grafica computerizzata (il più diffuso attualmente).

In quest'ultimo caso lo sfondo può essere statico, come durante le previsioni del tempo, oppure può essere calcolato dinamicamente, in base al movimento della camera che riprende il soggetto in primo piano, dando l'illusione di una scenografia virtuale o di uno studio televisivo tridimensionale, completamente virtuale.

### Colori dello sfondo

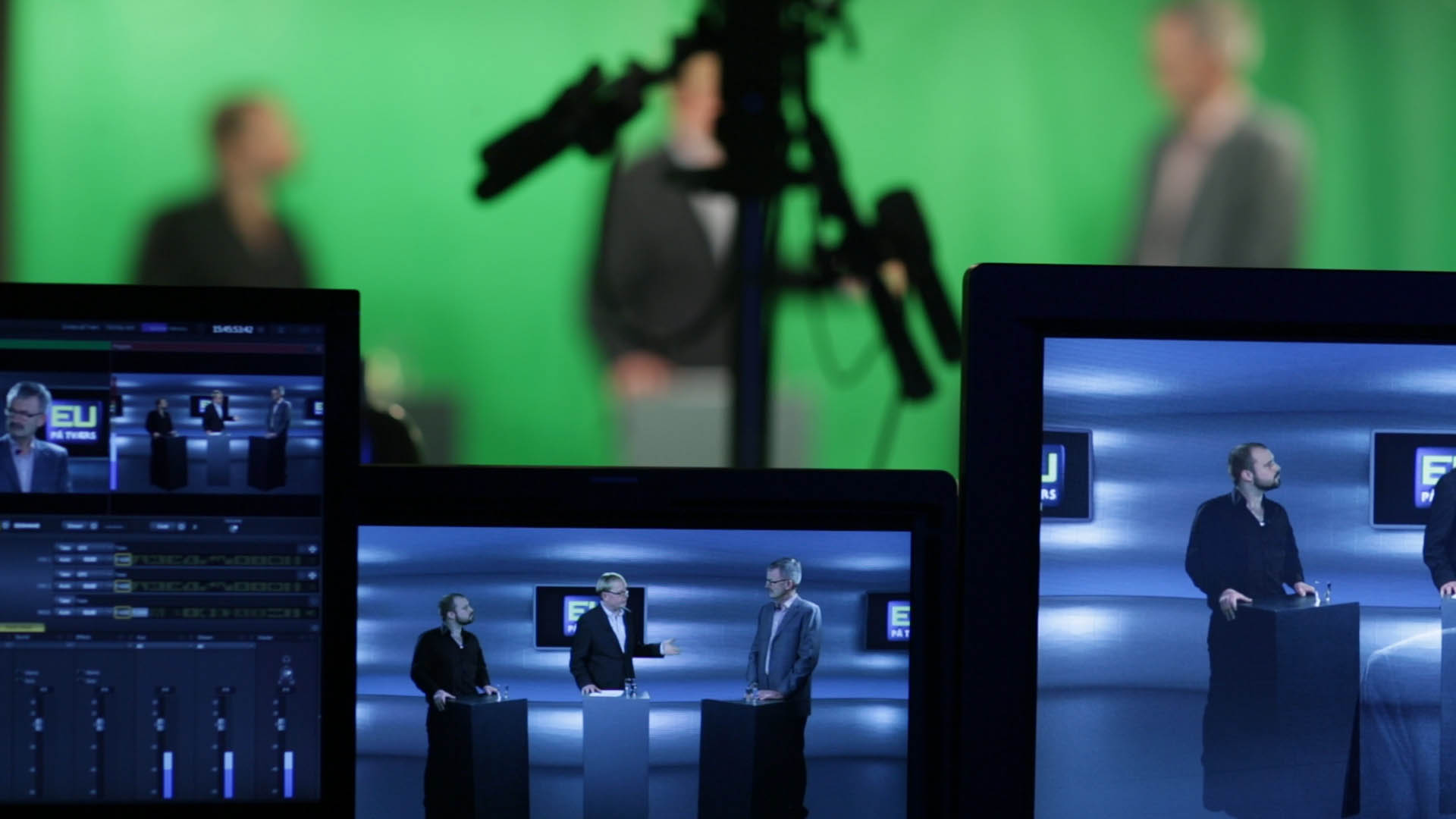
Applicazione di una chiave cromatica verde in uno studio televisivo

La tecnica del chroma key ebbe una prima versione con lo sfondo blu (blue screen) grazie al quale alle scene con gli attori venivano integrate scene girate altrove. A partire dal 1970 il blue screen è stato gradualmente sostituito dal green screen (codice colore: verde Pantone 354), più adatto alle telecamere digitali.

## Realizzazione tecnica
Per rendere efficace il risultato di questa tecnica sono necessari alcuni accorgimenti, tra cui:
- l'illuminazione del chroma di sfondo e del soggetto devono essere separate;
- l'illuminazione del chroma di sfondo deve essere omogenea, in modo che il colore risulti omogeneo;
- le ombre del soggetto in primo piano non devono finire sulla porzione di colore di sfondo (chiave) presente nell'inquadratura;
- il soggetto dovrà preferibilmente avere un diaframma differente rispetto al chroma al fine di distaccare meglio il soggetto dal fondo.[non chiaro];
- per evitare il fastidioso effetto di fringing o color spill (l'imperfetto scontornamento dei bordi del soggetto, molto frequente nelle persone con capelli biondi o bianchi) è utile usare una sorgente di controluce "a pioggia".

Le tecniche ideali per realizzare un totale con colore chiave sono due, diametralmente opposte:
- La prima tecnica richiedeva una camera a 3 ccd con ottica "normale"[senza fonte]. Oggi si riesce a realizzare un chroma key con qualunque ottica, basta avere una buona quantità di informazioni (dal Full HD, 2K, 4K in poi) e conformare lo sfondo sostituito come se fosse filmato dalla medesima ottica, una parete dipinta di verde, 4 proiettori disposti ad arco a circa due metri di distanza dalla parete, posizionati sulle americane e puntati ad incrocio (quello di estrema destra punta a sinistra, quello di estrema sinistra punta a destra ecc.), un proiettore da 600 W puntato sul soggetto frontalmente a 45 gradi verso l'alto, in modo che l'ombra sia lunga quanto il soggetto, e un proiettore da 600 W smerigliato con una full[definire] come controluce.
- La seconda è più semplice. Richiede sempre una buona telecamera con una buona ottica e consiste nel saturare l'ambiente in modo omogeneo con un bagno di luce al neon[veramente al neon oppure a fluorescenza?]. Inconveniente di questa tecnica è la perdita di alcune frequenze colorimetriche sul soggetto.

## Il chroma key nel cinema
Nel cinema la tecnica del colore chiave è stata usata in passato soprattutto per film a basso costo, per via dei suoi grossi limiti qualitativi:
- anche in condizioni ideali non è abbastanza preciso nel ritagliare i bordi delle immagini, che cambiano leggermente da un fotogramma all'altro, dando luogo ad un fastidioso tremolio;
- impone al soggetto in primo piano un'illuminazione piatta, con perdita di spessore e tridimensionalità;
- è necessario adottare criteri particolari per l'illuminazione delle scenografie, spesso sacrificandole, perché l'immagine del soggetto possa fondersi in modo convincente con lo sfondo.

Per tutte queste ragioni questa tecnica viene solitamente usata per fondali lontani, di contorno o contesto, in secondo piano (o oltre) rispetto ad elementi reali che riempiono un primo sfondo della scena, più a fuoco e meno in contrasto con la precisione di bordo.